# Tarántula Negra
Tarántula Negra es un personaje ficticio que aparece en los cómics estadounidenses publicados por Marvel Comics. El personaje aparece por primera vez en The Amazing Spider-Man #419 (enero de 1997) y hace su primera aparición completa en The Amazing Spider-Man #432 (marzo de 1998). Tarántula Negra fue creada por el escritor Tom DeFalco y el artista Steve Skroce, quienes robaron el nombre de una canción de Harry Belafonte.

## Biografía ficticia
Carlos LaMuerto nació en una poderosa familia criminal en Argentina. Durante 700 años, el hijo varón mayor de la familia se ha convertido en la poderosa Tarántula Negra, transmitiendo el legado a su hijo mayor. El abuelo y el padre de Carlos habían actuado como la Tarántula Negra.
La actual Tarántula Negra traslada su base de operaciones de Argentina a Nueva York, alegando que quiere ampliar su operación. Entra en conflicto con el señor del crimen local, Rosa (Jacob Conover), y derrota a su ejecutor, Delilah, aunque luego cura sus graves heridas. Tarántula Negra contrata a Roughouse y Bloodscream para hacer su trabajo sucio y hace retroceder a Rosa, estableciendo control sobre gran parte de la ciudad de Nueva York. Cuando la Rosa acude a Don Fortunato, un poderoso señor del crimen que gobierna la ciudad de Nueva York, en busca de ayuda, la Tarántula Negra aparece en persona y le ofrece a Fortunato una alianza. Fortunato acepta, pero la Tarántula Negra tiene que demostrar su lealtad derrotando a Spider-Man y recuperándole su máscara. Tarántula Negra hizo lo que le pidieron y derrotó a Spider-Man, sin importarle siquiera quién era Spider-Man bajo la máscara, pero lo deja vivir cuando se entera de que Spider-Man estaba tratando de rescatar a un niño pequeño.
Spider-Man asume la identidad de Ricochet durante la historia de "Identity Crisis" (frente a acusaciones de asesinato y agresión, Peter abandonó temporalmente la identidad de Spider-Man y se puso cuatro trajes nuevos para continuar con sus actos heroicos mientras intentaba limpiar su nombre) para infiltrarse en la organización de Rosa y descubrir más sobre Tarántula Negra, luchando contra Bloodscream y Roughouse con su antigua enemiga Delilah (aunque ella era, de hecho, la exesposa de Tarántula Negra, que había huido del país con su hijo, sin gustarle los cambios que Carlos sufrió cuando tomó el manto de Tarántula Negra y no quiso la misma suerte para su hijo). Además, Marina tenía una amiga, que era prima de Don Fortunato. Le piden protección a Don Fortunato y Tarántula Negra atacó la mansión de Don Fortunato. Dentro de la mansión, Tarántula Negra derrota nuevamente a los guardias de Fortunato, incluido Spider-Man, pero pierde a su esposa cuando ella lo confronta y le señala que está asustando a su propio hijo. Ella le recuerda la carga que había supuesto para él el título de Tarántula Negra y Carlos cedió. Él se va, pero le dice que algún día regresará para llevarse a su hijo.
Más tarde se ve a Tarántula Negra en la Isla Ryker y está tomando drogas que suprimen sus poderes sobrehumanos. Durante un motín, Tarántula Negra es atacado por el asesino Bullseye, quien lo apuñala en el pecho con un naipe. Tarántula Negra sale anticipadamente de prisión debido a un historial de buen comportamiento y superpoblación carcelaria. Carlos acude a Matt Murdock en busca de trabajo; Matt le pide que trabaje con Dakota North, un investigador que trabaja para Nelson & Murdock. Carlos, que no está satisfecho con el trabajo, anhela un enfoque más práctico para detener el crimen. Matt se da cuenta y lleva a Carlos con él a luchar contra una pandilla Yakuza que trabaja en Hell's Kitchen. El líder de la banda Yakuza huye del ataque; Daredevil lo persigue pero no logra atraparlo porque tiene gripe, lo que limita sus habilidades. Tarántula Negra y Daredevil examinan la escena y notan una gran pila de dinero. Tarántula Negra dice que le gustaría tomar el dinero pero Daredevil lo detiene. Más tarde, Tarántula Negra se enfrenta a una pandilla cuyo líder fue contratado para matar a una anciana. Este líder es un vengativo ex recluta de Tarántula Negra a quien, años antes, Carlos había invitado personalmente a su pandilla, llamándolo "Pequeño Loco".
Después de que Tarántula Negra se encarga de la pandilla, mata a Loco estrangulándolo con el dinero que le pagaron por matar a la mujer. Daredevil aparece en la escena y pregunta qué ha hecho Tarántula Negra; Tarántula Negra luego le dice que planea sacar el resto del dinero del escondite. Daredevil intenta detenerlo pero es noqueado con un solo golpe de Tarántula Negra. Tarántula Negra recoge el dinero y se prepara para irse, pero antes de irse se arrodilla frente a Daredevil y cura la gripe que padece. Tarántula Negra deja el dinero que le quitó a la pandilla en una iglesia, con una nota que dice "Ayuda a la gente con esto".
La historia de Carlos LaMuerto vuelve a centrarse en abril de 2008, en un número único titulado Daredevil: Blood of the Tarantula, donde, desesperado, recurre a Matt Murdock para que le ayude en su nueva "misión".
Una mañana Carlos fue atacado en su apartamento por un grupo de asesinos de la Mano. Su pelea es observada por Lady Bullseye y lo evalúa por su desempeño. Algún tiempo después de derrotar a los asesinos, él es capturado por el Maestro Izo y lo llevó al departamento de Matt Murdock.Después de algunas explicaciones, el grupo se separa y el Maestro Izo y la Tarántula Negra son rastreados por un ninja de la Mano. Mientras lo persiguen, llegan a fotografías de algunos de los más grandes artistas marciales, incluido el propio Carlos, Wolverine, White Tiger y Shang-Chi.
Mientras patrulla, Tarántula Negra se topa con White Tiger, que es atacado por ninjas de la Mano exactamente como él. Después de lanzarse para ayudarla, él es asesinado por White Tiger y resucitado por la Mano como un asesino.Luego, Carlos lidera un ataque contra Daredevil en su casa junto con White Tiger, Lady Bullseye y Lord Hirochi. Ellos fueron rechazados después de que el Maestro Izo y Iron Fist se unieran a Daredevil. Tarántula Negra derrotó a Iron Fist pero impidió que White Tiger lo matara, dando la excusa de que no quería la competencia.
Tarántula Negra y White Tiger reciben la parte de la tarea de matar a Foggy Nelsonpor Lady Bullseye, quien ha sido contratada por el Búho. Tarántula Negra en cambio, salva la vida de Foggy y luego lucha contra White Tiger, intentando curarla de la influencia de la Mano.
Cuando Matt Murdock asumió el liderazgo de la Mano, Tarántula Negra se convirtió en el lugarteniente de Matt Murdock, junto con White Tiger. Luego él dirigió la Mano en América del Norte y supervisó la construcción de "Shadowland" mientras Matt y White Tiger estaban en Japón, reuniéndose con líderes de alto rango de la Mano de todo el mundo y discutiendo la visión de Murdock de una Mano más heroica.Mientras Nueva York estaba en crisis, Tarántula Negra es ordenado por White Tiger que ejecute a los saqueadores, pero él se confunde y ve que algo anda mal con los motivos de Matt Murdock. Sin embargo, White Tiger todavía estaba poseída por la Mano y apuñaló a Tarántula Negra en la espalda con una espada, y lo arrojó por el borde de Shadowland para caer en un vehículo, dejándolo por muerto.Posteriormente, se revela que Tarántula Negra todavía está vivo, habiendo sido atendido por Night Nurse después de su enfrentamiento con White Tiger.
Durante la historia de "Hunted", Tarántula Negra se encuentra entre los personajes con temas animales que son capturados por Taskmaster y Black Ant para la "Gran Cacería" de Kraven el Cazador patrocinada por la compañía Industrias Arcade de Arcade. El se le vio viendo la pelea entre Spider-Man y Escorpión hasta que llegan los Hunter-Bots creados por Industrais Arcade.

## Poderes y habilidades
Tarántula Negra posee una fuerza sobrehumana que le permite levantar (presionar) hasta 25 toneladas. También posee velocidad sobrehumana, reflejos y reacciones, agilidad y durabilidad de un grado no cuantificado. Tiene un poderoso factor de curación a la par de personajes como Wolverine o Deadpool que, combinado con su durabilidad sobrehumana, lo hacen extremadamente difícil de herir gravemente. También es capaz de estimular el proceso de curación en el cuerpo de otras personas, aunque rara vez lo hace. Es capaz de disparar rayos similares a láser desde sus ojos, pero esto agota gravemente sus recursos físicos, por lo que sólo se utiliza como último recurso. Spider-Man afirma que no le es posible igualar físicamente a Tarántula Negra porque este último no solo es más fuerte que él, sino también más rápido y ágil.
Tarántula Negra también es hábil en diferentes formas de artes marciales y tiene un intelecto de nivel genio.

## Otras versiones

### MC2
En el futuro alternativo MC2, Fabián LaMuerto, el hijo de la actual Tarántula Negra, ha tomado el manto de su padre. Fabián usa una variación del traje de su padre, se quita las mangas y usa guanteletes y suelas de botas de metal futuristas, y posee los mismos poderes sobrehumanos que su padre. También está entrenado en combate cuerpo a cuerpo y artes marciales. Hizo su primera aparición en un conflicto con el señor del crimen Canis.
Muchos originalmente pensaron que él era el responsable de la muerte de Wilson Fisk. Más tarde se demostró que era Canis. Más tarde, Fabián se enfrentó a Canis y estuvo a punto de matarlo, hasta que intervino Spider-Girl. Ella convenció a Fabián de que no cometiera el acto, después de lo cual él se fue. Más tarde, la Tarántula Negra comenzó a mostrar interés en la carrera de lucha contra el crimen de May y la apoyó activamente proporcionándole un equipo de ataque como respaldo. Sin embargo, Spider-Girl descubre más tarde que está trabajando con Lady Octopus para reemplazar a Canis como Kingpin del Crimen. Sintiéndose traicionada, lo acusó de utilizarla. Fabián lo negó, afirmando que está fascinado por ella y que están destinados a ser amigos, si no más. Kaine y su equipo llegan, dándole tiempo a Lady Octopus para correr, mientras son perseguidos por Raptor y Spider-Girl. Black Tarantula derrota a las fuerzas combinadas de Kaine, Quickwire y Big Man. Luego se entrega voluntariamente a Spider-Girl, sin querer hacerle daño. Más tarde, Fabián escapa de la custodia.
Aunque es un criminal, esta Tarántula Negra tiene un profundo sentido del honor y ha ayudado a apoyar la carrera de lucha contra el crimen de Spider-Girl. Sin embargo, tiene una agenda oculta: espera ganársela como "su compañera". Tarántula Negra y Spider-Girl se enfrentan a menudo y su historia continúa. El intentó negociar con la Camarilla de Scriers (los antiguos lacayos de Norman Osborn) para cancelar su ataque a Spider-Girl, y cuando esto falló, desafió a su líder a un combate mortal por el liderazgo de la Camarilla. Victorioso, él ordenó cancelar el golpe.
En The Amazing Spider-Girl #3 se revela que después del salto de tiempo entre las series, Tarántula Negra es el actual Kingpin del Crimen y se da a entender que está interesado en el misterioso objeto que lleva Mona Carlo. Mona, una conocida estafadora, le robó un disco a su novio y planeaba venderlo. El disco supuestamente contenía información sobre la organización de Wilson Fisk. Tarántula Negra y Hobgoblin estaban a punto de iniciar una guerra para obtenerlo. Con la ayuda de Mad Dog, Spider-Girl obtuvo el disco y dejó a Mona a salvo con la policía. Chesbro informó a Tarántula Negra sobre la interferencia de Spider-Girl. Fabián decidió seguir adelante, pero envió una amenaza al Hobgoblin, advirtiéndole que "se alejara" de Spider-Girl.

## En otros medios

### Videojuegos
- Tarántula Negra aparece en Marvel: War of Heroes.
- Tarántula Negra aparece en Spider-Man Unlimited.